# Legione bianca (film 1929)
Legione bianca (Der Ruf des Nordens) è un film muto del 1929 diretto da Nunzio Malasomma sotto la supervisione di Mario Bonnard.

## Produzione
Il film fu prodotto dalla Hom-AG für Filmfabrikation di Berlino con il titolo di lavorazione Mitternachtssonne.

## Distribuzione
Distribuito dalla Süd-Film, fu presentato a Berlino il 13 settembre 1929. In Italia fu distribuito dalla Hom Film nel 1930 in una versione di 2380 metri con visto di censura numero 25743.